# 아담 오베르트
아담 오베르트(슬로바키아어: Adam Obert, 2002년 8월 23일 ~ )는 슬로바키아의 축구 선수로, 세리에 A의 칼리아리와 슬로바키아 국가대표팀에서 센터백으로 활약하고 있다.

## 구단 경력

### 유소년 구단
오베르트는 즈브로요프카 브르노와 삼프도리아 유소년 아카데미의 유소년 선수이다. 2022년 3월, 그는 제노아에서 칼리아리로 전환한 것에 대해 언급하며, 세리에 C에서 길을 잃고 싶지 않고 대신 최고 디비전 시니어 축구에 도전하고 싶다고 말했다. 그는 2021년 여름 칼리아리 아카데미에 합류했다.

### 칼리아리
오베르트는 2021년 10월 24일, 피오렌티나와의 세리에 A 경기에서 후반 교체 투입되어 칼리아리에서 프로 데뷔 전을 치렀다. 이 경기는 그가 시니어 팀 경기에 처음으로 지명한 경기였다. 칼리아리에 도착한 후, 1군에서의 첫 경험에 이어, 오베르트는 디에고 고딘과의 훈련 경험과 조언을 높이 평가하며 사르데냐를 연고로 하는 클럽에서 떠난 것에 대해 유감을 표했다.
2022년 2월까지 칼리아리는 오베르트에게 1년 연장 옵션과 함께 2026년 여름까지 4.5년 계약 연장을 제안했다.

## 국가대표팀 경력
프란체스코 칼초나는 2022년 11월에 슬로바키아 국가대표팀 후보로 오베르트를 몬테네그로와의 두 번의 친선 경기와 마레크 함시크의 칠레와의 은퇴 경기를 직접 소집하기 위해 처음으로 지명했다. 2022년 11월 17일, 스타디온 포드 고리촘에서 열린 몬테네그로와의 경기에서 오베르트는 교체 출전 명단에 이름을 올렸을 뿐, 2-2로 비긴 경기 내내 벤치를 지켰다.
2022년 11월 20일, 오베르트는 테헬네 폴레에서 열린 칠레와의 경기에서 80분에 베르논 데 마르코와 교체되어 슬로바키아 시니어 스쿼드에 데뷔했다. 따라서 오베르트는 10분도 채 지나지 않아 경기장을 떠난 마지막 국제 경기에서 퇴장당한 마레크 함시크의 주장 아래 데뷔한 마지막 국제 경기 선수가 되었다. 오베르트가 경기장에 있는 동안 경기는 0-0으로 끝났다.
칼초나는 2023년 3월 룩셈부르크와 보스니아 헤르체고비나와의 홈 UEFA 유로 2024 예선 2경기를 앞두고 오베르트를 계속 지명했는데, 이는 오베르트의 첫 번째 경쟁력 있는 국가대표팀 인정을 의미한다.

## 사생활
그의 할아버지 요제프는 전 체코슬로바키아와 슬로반 브라티슬라바 선수였다.
삼프도리아와 칼리아리에서 그의 재임 기간 동안, 오베르트는 이탈리아어에 유창해졌다.